# Aldo Rebelo
José Aldo Rebelo Figueiredo GCRB • GOMM • GOMA (Viçosa, 23 de fevereiro de 1956) é um jornalista, escritor e político brasileiro, filiado ao Movimento Democrático Brasileiro (MDB).
Foi deputado federal por São Paulo durante cinco mandatos pelo Partido Comunista do Brasil (PCdoB), sendo presidente da Câmara entre 2005 e 2007.
Durante os governos Lula e Dilma Rousseff, foi ministro da Defesa, da Ciência, Tecnologia e Inovação, do Esporte e de Coordenação Política e Assuntos Institucionais.
É conhecido pela postura nacionalista, e por projetos às vezes polêmicos, como o de redução de estrangeirismos na língua portuguesa, contra a adoção de recursos de automação poupadores de mão de obra no serviço público, e pela relatoria do Novo Código Florestal Brasileiro. É autor, entre outras, da lei que proíbe a instalação de bombas de autosserviço nos postos de abastecimento de combustíveis (Lei 9 956/2000), e da lei que declarou o dia 20 de novembro como data Nacional de Zumbi dos Palmares (Lei 9 125/1995).

## Infância e formação
Filho de José Figueiredo Lima e Maria Cila Rebelo Figueiredo, Aldo Rebelo nasceu em 23 de fevereiro de 1956, em Viçosa, Alagoas. Mais velho de oito filhos, Aldo tinha nove anos quando seu pai morreu. Teotônio Vilela, dono da fazenda onde seu pai trabalhava como vaqueiro, ajudou financeiramente a sustentar sua família.
Após completar sua alfabetização em uma escola rural, estudou na Escola Estadual 13 De Outubro e, em seguida, na Escola Estadual Monsenhor Machado. Em 1968, entrou no Colégio Agrícola Floriano Peixoto, em Satuba, onde estudou por um ano. Em 1971, terminou o ginásio e em 1975 entrou para o curso de Direito na Universidade Federal de Alagoas, onde esteve matriculado até 1978. Também trabalhou como jornalista e redator em Maceió, chegando a escrever para o jornal Movimento.
Militou na organização católica Ação Popular (AP) contra a ditadura militar. Se mudou para São Paulo quando era líder estudantil e integrou a direção do PCdoB em 1977. Em 1979, quando a União Nacional dos Estudantes (UNE) foi reconstruída, Aldo foi eleito secretário-geral e da entidade, tornando-se seu presidente na gestão 1980-1981.

## Trajetória política
Nas eleições de 1982, lançou-se candidato a deputado federal pelo PMDB paulista, já que o Partido Comunista do Brasil ainda estava na ilegalidade. Sua trajetória parlamentar iniciou-se na eleição municipal de 1988, quando foi eleito vereador constituinte na cidade de São Paulo pelo Partido Comunista do Brasil (PCdoB) e trabalhou na elaboração da Lei Orgânica do Município.
Elegeu-se deputado federal pela primeira vez, pelo PCdoB, para o período 1991 a 1995, quando participou da Revisão Constitucional de 1993. Foi reeleito para as legislaturas de 1995 a 1999; 1999 a 2003; 2003 a 2007; 2007 a 2011 e 2011 a 2015.  No pleito de 1990 obteve 29 554 votos e em 1994, 45 240 votos. Nas eleições de 1998 obteve 84 288 votos; em 2002, 134 241 votos; em 2006 conquistou 169 621 votos e em 2010 foram 132 109 votos.
Votou favorável à abertura do processo de impeachment de Fernando Collor e contra a criação do Imposto Provisório sobre Movimentação Financeira (IPMF). No governo FHC, foi contra a quebra dos monopólios estatais.
Participou intensamente de debates na área de relações exteriores e defesa nacional, e foi membro da Comissão de Relações Exteriores e de Defesa Nacional (CREDN) da Câmara dos Deputados, a qual presidiu em 2002. 
Em 2003, como deputado federal, Rebelo foi admitido pelo presidente Luiz Inácio Lula da Silva à Ordem do Mérito Militar no grau de Grande-Oficial.
Foi ministro da Secretaria de Coordenação Política e Relações Institucionais, vinculada à Presidência da República, de 23 de janeiro de 2004 a 20 de julho de 2005, e presidente da Câmara dos Deputados entre 28 de setembro de 2005 e 31 de janeiro de 2007, quando foi eleito com 258 votos contra 243 de seu oponente, o deputado José Thomaz Nonô, do então PFL (atual União Brasil). De 512 deputados votantes, seis votaram branco e dois anularam o voto.
Em 6 de junho de 2006, manifestantes do Movimento de Libertação dos Sem Terra (MLST), uma dissidência do Movimento dos sem Terra, invadiram a Câmara. Como presidente da Casa, Aldo deu voz de prisão a todos.
Nas eleições municipais de 2008, foi candidato a vice-prefeito de São Paulo na chapa de Marta Suplicy, que no primeiro turno obteve 2 088 329 de votos, ou 32,79% dos votos válidos contra 33,61% do primeiro colocado. No segundo turno foi derrotado pela coligação do prefeito Gilberto Kassab (DEM), que teve 60,72% dos votos válidos.

### Ministro dos Esportes
Entre 27 de outubro de 2011 e 1º de janeiro de 2015 foi Ministro de Estado dos Esportes, deixando o cargo para assumir o Ministério da Ciência, Tecnologia e Inovação, da qual saiu em 2 de outubro de 2015 para assumir o Ministério da Defesa, no qual ficou até 12 de maio de 2016.
Aldo Rebelo não se candidatou a nenhum cargo nas eleições de 2014 e continuou à frente do Ministério dos Esportes, conduzindo a pasta durante a realização da Copa do Mundo de futebol, ocorrida no Brasil naquele ano.

### Ministro da Defesa

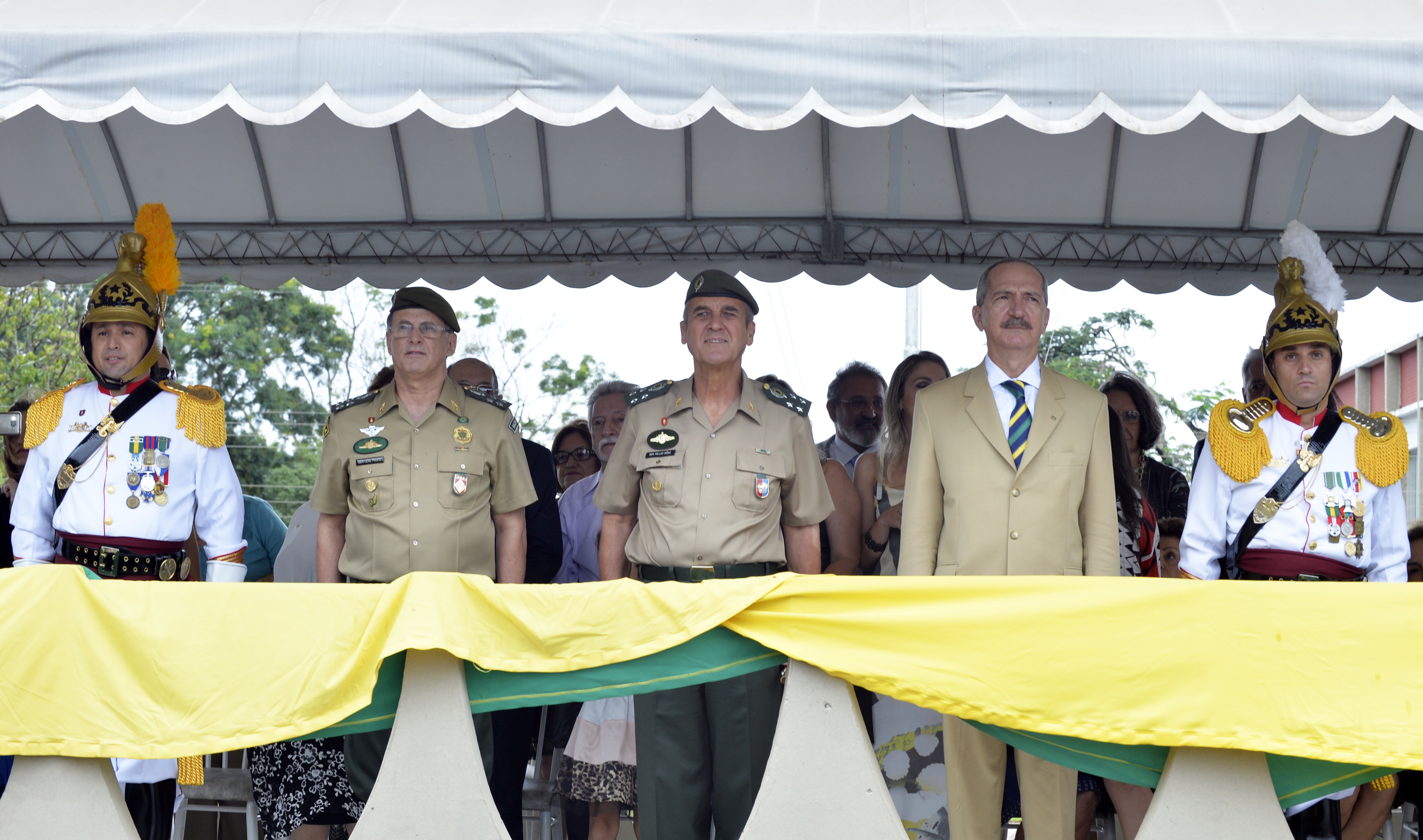
Ministro Aldo na cerimônia militar de passagem do comando do 1.º Regimento de Cavalaria de Guardas, janeiro de 2016

De 2 de outubro de 2015 a 12 de maio de 2016 foi ministro da Defesa, sendo a nona pessoa a ocupar o cargo. O político já vinha sendo cotado para o posto em reformas ministeriais anteriores e era bem recebido por membros das Forças Armadas por ter defendido pautas de interesse da categoria, como a oposição à alteração da Lei da Anistia que permitiria a punição a agentes que praticaram tortura no Regime Militar e a defesa dos militares na Comissão da Verdade, a qual considerava "um erro", tendo questionado "por que os militares de agora vão pedir desculpas hoje por quem fez coisas no passado?”. Apesar disso, teve resistência de oficiais da reserva em razão de sua filiação ao Partido Comunista do Brasil. Em 2003, contou com o apoio e lobby do então deputado federal Jair Bolsonaro, que afirmara, à época: "Vim tentar um espacinho na agenda do Lula para desmentir essa história de que o Aldo tem restrições nas Forças Armadas. Pelo contrário, é uma pessoa que entende do assunto e tem grande respeito".
Ao assumir o cargo, Rebelo afirmou haver uma crise de valores, como a autoridade, a disciplina e a hierarquia, afirmando que “não se constrói uma sociedade sem disciplina, hierarquia, solidariedade e espírito de camaradagem, comum nas instituições militares”. Durante sua gestão, Aldo aumentou a participação de militares no Ministério da Defesa. Conforme estudo publicado na Revista Brasileira de Estudos de Defesa, em sua gestão, o aumento no número de cargos civis foi de 42,1%, enquanto a elevação dos cargos militares foi de 77,5%. Na gestão de Aldo, a Secretaria-Geral do ministério, criada para fortalecer o comando civil da pasta, passou a ser comandada por militares. Ele chegou a nomear para o posto o general Joaquim Silva e Luna, que em 2018 foi o primeiro militar nomeado para o Ministério da Defesa desde que o ministério fora criado, em 1999 - Aldo elogiou a nomeação.

### Mudança de partido
Desligou-se do PCdoB em 14 de agosto de 2017. Filiou-se ao Partido Socialista Brasileiro (PSB) em 25 de setembro de 2017. No dia 12 de abril de 2018 desfiliou-se do PSB por ser contrário a uma possível candidatura do ex-ministro do Supremo Tribunal Federal (STF) Joaquim Barbosa. Rebelo filiou-se no mesmo dia ao Solidariedade (SD). Em 16 de abril de 2018 foi lançado como pré-candidato a Presidente pelo SD. Em 26 de julho de 2018 Rebelo retirou oficialmente sua candidatura depois do partido fechar apoio a Geraldo Alckmin junto com outros partidos do centrão, sendo descartado ainda o nome do próprio Rebelo como vice. Em 18 de agosto de 2018, assumiu a chefia da Casa Civil do governador de São Paulo, Márcio França (PSB), que assumiu o cargo com a renúncia de Alckmin.  Em dezembro de 2019, desfiliou-se do Solidariedade.  Em agosto de 2021, lançou-se novamente pré-candidato à presidência, sem estar filiado a nenhum partido.
Nas eleições de 2022, Rebelo filiou-se ao Partido Democrático Trabalhista (PDT) e foi candidato a Senador por São Paulo, obtendo 230 833 votos (1,07%).
No contexto da crise humanitária que atingia os ianomâmis, Aldo Rebelo disse que não se podia demonizar o garimpo, e que alguns grupos indígenas também dele se beneficiavam, citando a etnia dos Cintas-largas, que exploram diamantes na divisa entre Rondônia e Mato Grosso. Também defendeu a regularização da atividade como uma alternativa para enfrentar a crise de desnutrição a partir do pagamento de direitos às populações indígenas.
Em entrevista à colunista Thaís Oyama, em fevereiro de 2023, Aldo disse entender que Arthur Lira, por vezes apontando como "primeiro-ministro" durante o governo Bolsonaro, manterá essa condição no novo governo Lula: "Isso porque o presidente Lula, com todo respeito, não tem votos na Câmara. Ele tem apenas os votos da coligação que o ajudou a se eleger — o resto ele vai ter de disputar".
Em julho de 2023, Aldo Rebelo participou de uma audiência pública na CPI das ONGs, onde criticou a atuação de organizações ambientais que, segundo ele, atuam como um "Estado paralelo" na Amazônia.
No aniversário de um ano dos ataques de 8 de janeiro em Brasília, Aldo contestou a classificação dos eventos como "golpe de Estado". Em entrevista, ele disse que a narrativa era uma "fantasia" petista promovida para manter a polarização política.
Em janeiro de 2024, após seu partido anunciar apoio a Guilherme Boulos (PSOL) na campanha para a prefeitura de São Paulo, Aldo posou em uma foto com o prefeito Ricardo Nunes (MDB), candidato que enfrentará Boulos na campanha. Em entrevista para a Folha, Aldo afirmou: "Eu era ministro do Esporte e Boulos era o líder do ‘Não Vai ter Copa’ na cidade de São Paulo. Era um movimento que promovia quebra-quebra, sabotagem da Copa. Não tenho como apoiar uma pessoa dessas, não tenho condições." Quando Marta Suplicy saiu da prefeitura para ser vice de Boulos, Ricardo Nunes a substituiu por Aldo na Secretaria de Relações Internacionais da prefeitura. No cargo, Aldo defendeu seu antigo projeto de lei pela valorização da língua portuguesa e contra os estrangeirismos, que era "mais atual do que nunca". Ele foi exonerado da secretaria em julho de 2024 para se dedicar à campanha de reeleição de Ricardo Nunes, sendo assim sucedido por Ricardo Gomyde na pasta.
Em 22 de maio de 2024, lançou o livro “Amazônia, a maldição das Tordesilhas: 500 anos de cobiça internacional” (editora Arte Ensaio, 2024). O ex-presidente Jair Bolsonaro fez presença no lançamento e sessão de autógrafos.

## Projetos apresentados
Durante seus seis mandatos federais apresentou 225 proposições, sendo dois de seus projetos transformados em lei. Um de seus projetos de lei mais famosos é o da limitação de estrangeirismos na língua portuguesa. O deputado chegou a processar Millôr Fernandes por suas declarações de que a proposição seria "uma idioletice". Aldo publicou artigo de opinião na Folha de S.Paulo defendendo o projeto: "Por que substituir liquidação ou "queima" das lojas populares pelo pedante "sale", para não falarmos de "delivery", "playoffs", "valet parking", "drive thru"'?
Em 1994, Rebelo apresentou o projeto de Lei 4 502/1994 que proibia "a adoção, pelos órgãos públicos, de inovação tecnológica poupadora de mão-de-obra".
O deputado também apresentou o projeto que instituía o Dia Nacional do Saci (PL 2 762/2003), na data de 31 de outubro visando substituir a importação cultural do Dia das Bruxas.

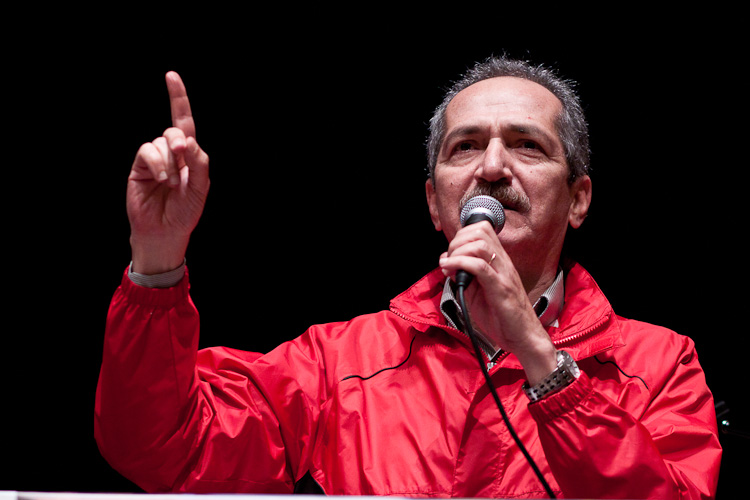
Aldo discursando, 30 de junho de 2012

Em abril de 2006, por meio do PL nº nº 4.679/2001, popularmente conhecido como o Pró-Mandioca, propunha tornar obrigatória a adição de 10% de raspa de mandioca na farinha de trigo destinada à fabricação do pão francês (ou pãozinho, pão de sal). A justificativa do projeto era melhorar a quantidade de nutrientes do pão e impulsionar a cadeia nacional de produção da mandioca, produto do qual o Brasil é o maior produtor mundial. O projeto enfrentou forte resistência do setor da farinha de trigo e também dos padeiros, que em protesto passaram a exibir cartazes com fotos de Aldo Rebelo expressando a insatisfação com o projeto de lei do deputado, justamente no período de campanha eleitoral.[carece de fontes?]  Apesar dos obstáculos a proposta foi aprovada com algumas alterações na Câmara dos Deputados e no Senado Federal, e enviada à sanção presidencial em 19 de setembro de 2008, mas foi vetada integralmente pelo presidente Lula. O veto presidencial foi mantido em votação realizada em sessão do Congresso Nacional (Câmara e Senado) em 6 de maio de 2009. Os apoiadores da proposição atribuíram o veto à pressão do setor triticultor.[carece de fontes?]
Foi um dos principais articulistas do Novo Código Florestal Brasileiro que acabou sendo aprovado com vetos parciais da então presidente Dilma Rousseff. O projeto foi criticado por ambientalistas e organizações do meio ambiente.

## Desempenho eleitoral
| Ano  | Eleição                | Partido | Candidato a                               | Votos     | %                 | Resultado  |
| ---- | ---------------------- | ------- | ----------------------------------------- | --------- | ----------------- | ---------- |
| 1982 | Estaduais em São Paulo | PMDB    | Deputado Federal                          | 30.591    |                   | Suplente   |
| 1988 | Municipal de São Paulo | PCdoB   | Vereador                                  | 20.023    | 0,39%             | Eleito     |
| 1990 | Estaduais em São Paulo | PCdoB   | Deputado Federal                          | 29.554    | 0,17%             | Eleito     |
| 1994 | Estaduais em São Paulo | PCdoB   | Deputado Federal                          | 45.240    | 0,25%             | Eleito     |
| 1998 | Estaduais em São Paulo | PCdoB   | Deputado Federal                          | 84.288    | 0,54%             | Eleito     |
| 2002 | Estaduais em São Paulo | PCdoB   | Deputado Federal                          | 134.241   | 0,68%             | Eleito     |
| 2006 | Estaduais em São Paulo | PCdoB   | Deputado Federal                          | 169.621   | 0,83%             | Eleito     |
| 2008 | Municipal de São Paulo | PCdoB   | Vice-prefeito Titular: Marta Suplicy (PT) | 2.088.329 | 32,79% (1º Turno) | Não eleito |
| 2008 | Municipal de São Paulo | PCdoB   | Vice-prefeito Titular: Marta Suplicy (PT) | 2.452.527 | 39,28% (2º Turno) |            |
| 2010 | Estaduais em São Paulo | PCdoB   | Deputado Federal                          | 132.109   | 0,62%             | Eleito     |
| 2022 | Estaduais em São Paulo | PDT     | Senador                                   | 230.833   | 1,07%             | Não eleito |

## Obras publicadas
- “CBF-Nike" – livro realizado com o deputado Sílvio Torres, em 2001;
- “Política de Defesa para o Século XXI”; e “Política Externa para o Século XXI”, ambos publicados em 2003. Os dois livros são a coletânea das palestras proferidas nos seminários sobre Defesa e Relações Externas, promovidos pelo ministro quando ocupava a Presidência da Comissão de Relações Exteriores e de Defesa Nacional da Câmara dos Deputados;
- “Forças Armadas e Soberania Nacional”, a reedição da coletânea com novos artigos de sua autoria sobre o papel das Forças Armadas;
- “Reforma Tributária – Temas e Dilemas”, publicado, em 2008, com o professor da Unesp Luís Antônio Paulino;
- “Palmeiras X Corinthians 1945 – O Jogo Vermelho”, publicado em 2009;
- “Raposa Serra do Sol: o índio e a questão nacional”, coletânea de artigos do ministro, publicada em 2010.[52]
- “O Quinto Movimento - Propostas para uma construção inacabada”, publicado em 2021.[53]
- "Amazônia, a maldição das Tordesilhas: 500 anos de cobiça internacional", publicado em 2024.[41]